# Luo (folk)
Den här artikeln handlar om den etniska gruppen luo eller joluo. Luo kan också syfta på alla folkgrupper som talar något luospråk, se Luo (flera folkgrupper).

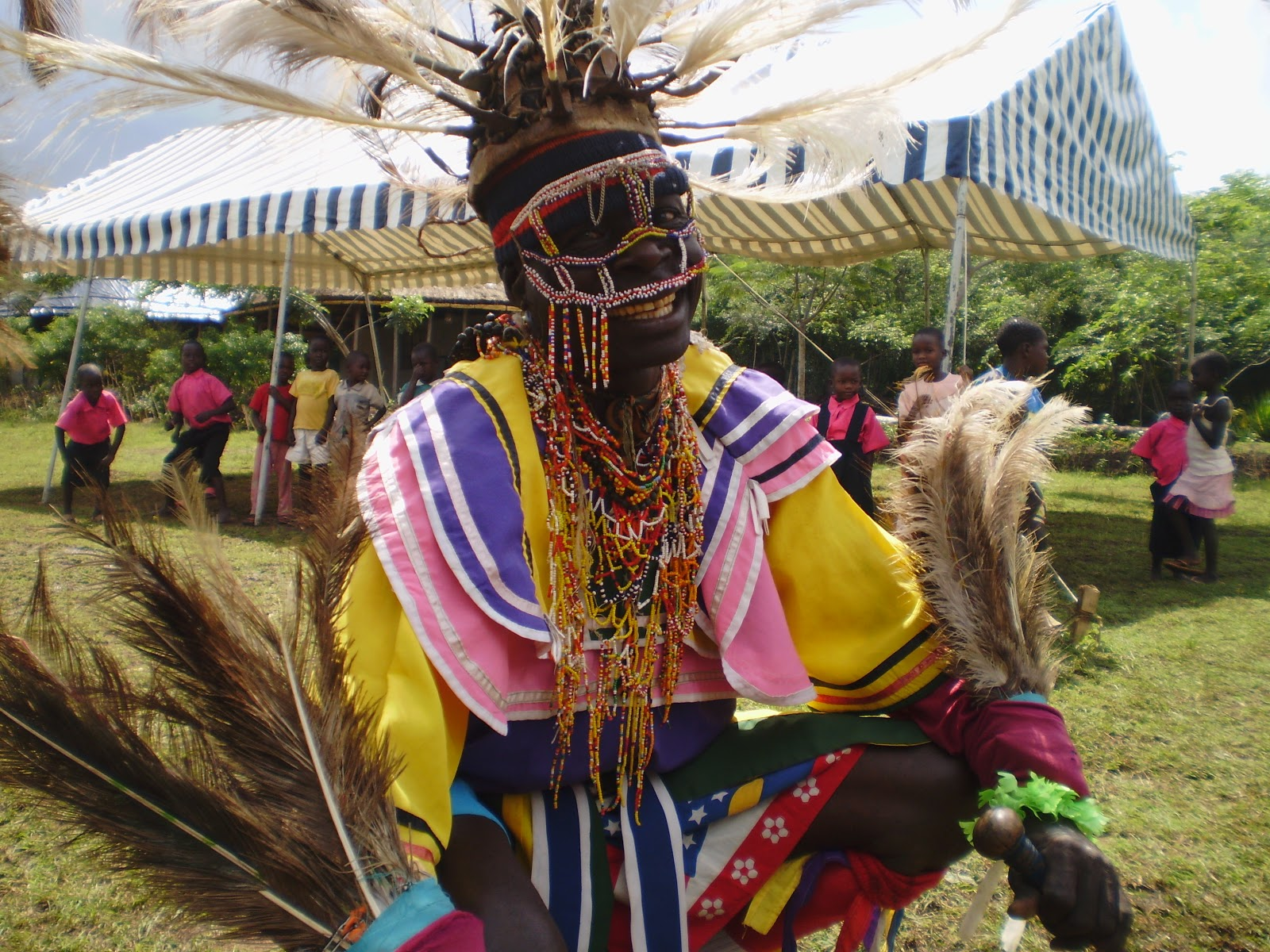
Dansare i traditionell luodräkt.

Luo (luo: Joluo, swahili: waluo), Lwoo eller Kavirondo, är en etnisk grupp om 3,5 miljoner människor i Kenya och Tanzania. Det är en av de största etniska grupperna i Kenya, där de utgör 12 procent av landets befolkning. Det traditionella luohemlandet, Luoland, ligger vid Victoriasjöns östkust i Nyanzaprovinsen i Kenya och Mara i Tanzania. De huvudsakliga språken är luo, swahili och engelska.

## Historia

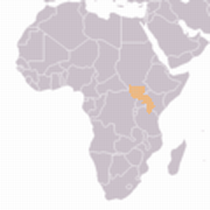
Luoland.

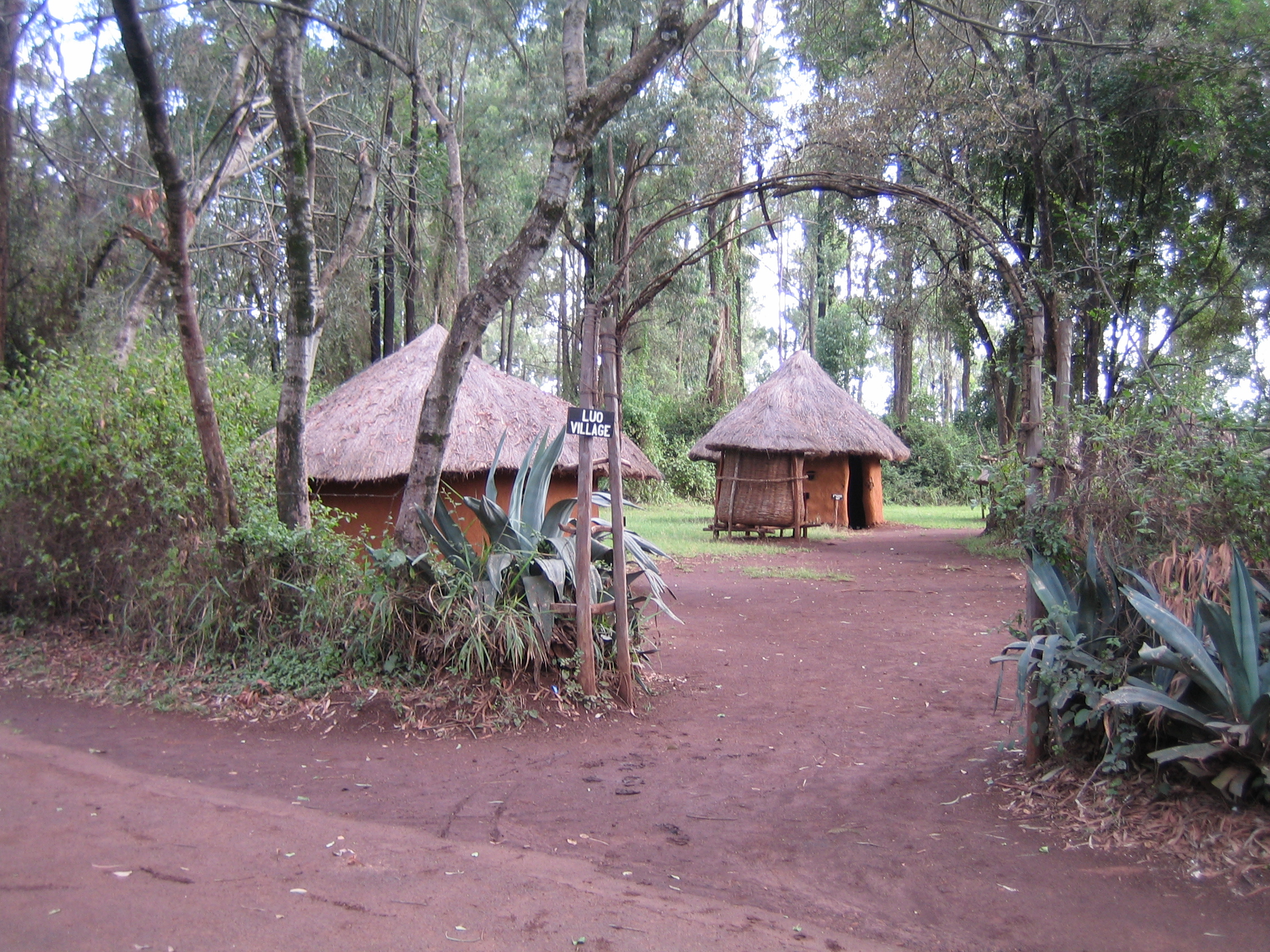
Traditionell luoby på ett museum i Langata.

Det förkoloniala luoområdet, Luoland sträckte sig från Buganda i väster till Luhyaland i norr och, under senare århundraden, till massajriket och kisiiområdena i öster.
Luofolket kom tillsammans med andra nilotiska folk norrifrån, utmed Nilen under 1400- och 1500-talet. Handel och giftermål mellan luogrupper och de bantufolk som bodde vid Victoriasjön sedan tidigare gav upphov till ett mångkulturellt samhälle, med bantufolk, luofolk och kalenjinfolk.
Luoimmigrationen till regionen fortsatte i flera vågor under de efterföljande århundraden. Så småningom upstod en maktkamp mellan Owinyklanen (med ursprung i Padhola) och Omoloklanen om den politiska kontrollen över nuvarande västra Kenya. Konflikterna ledde till nationalistiska rörelser bland alla folkgrupper i området, till etniska spänningar och slutligen till att flera klaner under 1700-talet sökte sig söderut och österut.
Under kolonialtiden kom luofolket först sent i kontakt med britterna. De första kontakterna var blodiga 1896 mejades 200 luo ner under en straffexpedition i västra Kenya. 1899 tog kolonialledaren C. W. Hobley över 10 000 djur i beslag under ännu en expedition. Luo fick dock till skillnad från många andra folkgrupper aldrig sitt land beslagtaget.
Luoadvokaten C.M.G. Argwings-Kodhek spelade en framträdande roll under självständighetskampen när han försvarade maumau-rebeller i rätten. Luoledaren Oginga Odinga blev Kenyas förste vice president efter självständigheten.

## Kultur

### Religion och mytologi
De största religionerna bland luo är i dag kristendom och islam. Delar av den traditionella religionen lever dock kvar i folktron.
I luoreligionen finns en enda gud, kallad Nyasaye eller Nyakalaga. Gud finns närvarande i alla människor, samt i många naturfenomen som solen. Så riktas till exempel morgon- och kvällsbönen traditionellt till solen.
Luo praktiserar inte omskärelse.

### Musik
Dans och musik i luosamhället har haft ceremoniell betydelse. Musik är fortfarande en viktig del av den etniska identiteten.
Instrument som används i luomusik är bland annat olika slags trummor; nyatiti, ett slags stränginstrument; orutu, ännu ett stränginstrument; tung, ett slags horn och asili, ett slags flöjt.

## Klaner
Luosamhället var organiserat i klaner med regionala ledare, Ruodhi. I dag finns 23 sådana klaner:
- Gem
- Ugenya
- Seme
- Kajulu
- Karachuonyo
- Nyakach
- Kabondo
- Kisumo (Jo-Kisumu)
- Kano
- Asembo
- Alego
- Uyoma
- Sakwa
- Kanyamkago
- Kadem
- Kwabwai
- Karungu
- Abasuba
- Kasgunga
- Kanyamwa
- Kanyada
- Kanyadoto
- Kamgundho

## Kända luo

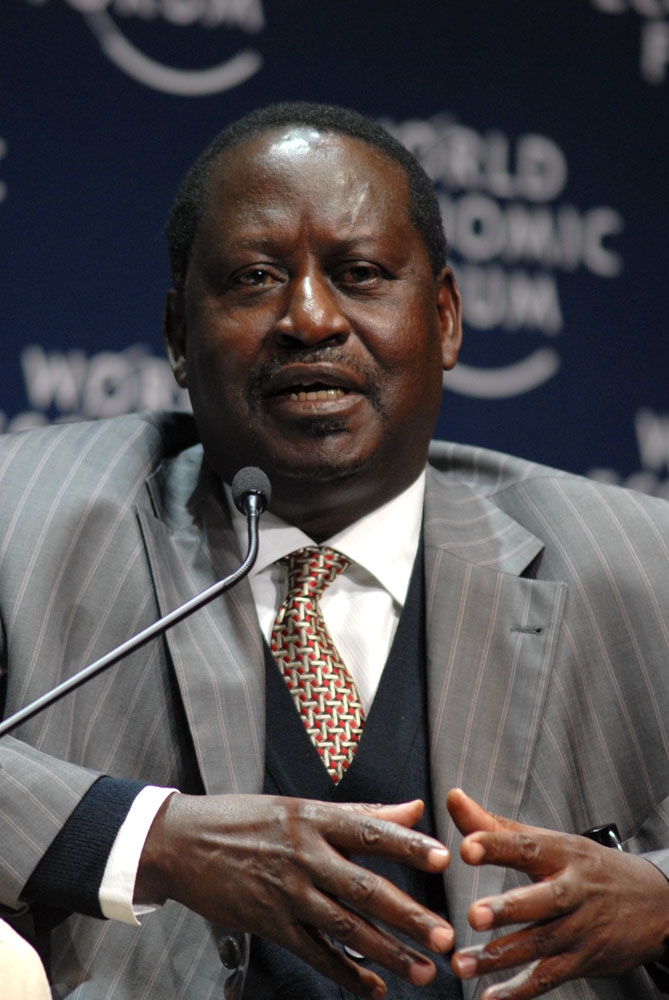
Raila Odinga 2008.

- Raila Odinga 2008.Johnny Oduya
- Fredrik Oduya
- Divock Origi
- C.M.G. Argwings-Kodhek
- Tom Mboya
- Barack Obama Sr.
- Oginga Odinga
- Raila Odinga